# Patsy Montana
Patsy Montana (* 30. Oktober 1908 als Ruby Rebecca Blevins in Hot Springs, Arkansas; † 3. Mai 1996 in San Jacinto, Kalifornien) war eine US-amerikanische Country-Sängerin und einer der frühen weibliche Stars des Genres. Das „Singing Cowgirl“ war die erste Country-Sängerin, die von einem Song (I Want to Be a Cowboy’s Sweetheart) mehr als eine Million Schallplatten verkaufen konnte.

## Leben

### Anfänge
Patsy wuchs mit 10 Brüdern auf. Schon früh begeisterte sie sich für Jimmie Rodgers und lernte jodeln und Gitarre spielen. Später schwärmte sie für die singenden Cowboys der Hollywood-Western, die während ihres Musikstudiums in Kalifornien Anfang der dreißiger Jahre beliebt wurden. Dort gewann sie auch einen Talentwettbewerb und hatte anschließend erste Auftritte bei lokalen Radiostationen.
Sie gründete das Trio Montana Cowgirls, das den Western-Darsteller Stuart Hamblen bei seinen Radioauftritten begleitete. Es war Hamblen, der ihr den Namen Patsy Montana gab.

### Karriere
Ihre ersten Studioerfahrungen sammelte sie am 4. November 1930, als sie die Titel When the Flowers of Montana Were Blooming / I Love My Daddy Too (Victor #23760) als Solistin aufnahm, der allerdings ohne Resonanz blieb. 1931 gewann sie einen Talentwettbewerb und durfte live beim Radiosender KTMR im  Los Angeles singen. Zusammen mit Lorraine McIntire und Ruthy De-Mondrum trat sie als die Montana Cowgirls beim Radiosender KMIC im kalifornischen Inglewoodauf. Außer einigen Radioaufnahmen etwa für KWKH in Shreveport als Geigerin für Jimmie Davis im Jahre 1932 blieb der Durchbruch zunächst verwehrt.
1933 schloss sie sich den Kentucky Ramblers (Chick Hurt, Tex Atchison, Jack Taylor und „Salty“ Holmes) an, die gerade ihren Stil von Country auf Western Swing und ihren früheren Namen (Prairie Ramblers) gewechselt hatten. Mit ihnen trat sie allwöchentlich in der National-Barn-Dance-Show des Senders WLS in Chicago auf und blieb dieser Show über mehrere Jahrzehnte verbunden. 1934 war sie mit der Band gerade auf Tournee, als ihr im Hotel der Einfall zum Titel I Want to Be a Cowboy’s Sweetheart kam. Er wurde in das Tourneeprogramm eingebaut und auch beim wöchentlichen National Barn Dance ausgestrahlt.
Der höhere Bekanntheitsgrad der Western-Swing-Truppe stieß auf die Aufmerksamkeit der American Record Corporation (ARC). Diese entschloss sich im August 1935, Patsy Montana & The Prairie Ramblers in New York aufzunehmen. Zunächst wurde am 15. August 1935 Nobody’s Darling But Mine aufgenommen, dann entstand am 16. August 1935 mit I Want to Be a Cowboy’s Sweetheart / Ridin’ Old Paint  (Vocalion #3010) der mit längeren Jodel-Passagen angereicherte Millionenseller, am 17. August 1935 wurde You Look Pretty in an Evening Gown eingespielt. Patsy Montana wurde über Nacht zum ersten weiblichen Star der Country-Musik.
Auch mit ihren nächsten Veröffentlichungen blieb sie ihrem Cowgirl-Image treu: Rodeo Sweetheart, I Wanna Be a Western Cowgirl oder I Want to Be a Cowboy’s Dream. Zwischenzeitlich fand sie Gelegenheit, in Filmen aufzutreten. Höhepunkt war 1939 der Western Colorado Sunset, wo sie Seite an Seite mit Gene Autry, ihrem Idol aus früheren Tagen, auftrat. Zwischen 1946 und 1947 moderierte sie die ABC-Radioshow Wake Up and Smile, die mit donnernden Pferdehufengeräuschen eingeleitet wurde. Ab 1948 trat sie beim Louisiana Hayride auf.
Die Zeit der Cowboy-Musik neigte sich im Laufe der vierziger Jahre ihrem Ende zu. Die neuen Stilrichtungen waren Honky Tonk und später Rockabilly. Patsy Montana war nicht bereit, ihre geliebte Cowgirl-Rolle aufzugeben. Ihre Plattenverkäufe ließen nach, auch ein mehrfaches Wechseln des Labels konnte den Abwärtstrend nicht aufhalten. Sie war aber weiterhin ein gefragter Radiostar mit einer treuen Fangemeinde. Gelegentlich trat sie gemeinsam mit ihrer Tochter Judy Rose auf.
Patsy Montana starb 1996 im Alter von 87 Jahren im kalifornischen San Jacinto. Im selben Jahr wurde sie in die Country Music Hall of Fame aufgenommen.

## Diskografie (Auswahl)
In Klammern Aufnahmedatum und Label
- When the Flowers of Montana Were Blooming / I Love My Daddy Too (4. November 1930, Victor #23760)
- Nobody’s Darling But Mine (15. August 1935, Vocalion #3085)
- I Want to Be a Cowboy’s Sweetheart / Ridin’ Old Paint  (16. August 1935, Vocalion #3010)
- You Look Pretty in an Evening Gown (17. August 1935, Vocalion #3085)
- I Want to Be a Cowboy’s Sweetheart #2 / Cowboy’s Honeymoon (26. Januar 1937, Vocalion #3268)
- Pride of the Prairie (26. Januar 1937, Vocalion #3292)
- I Only Want a Buddy Not a Sweetheart (24. Mai 1937, Vocalion #3292)
- Maple on the Hill # 4 / Will I Ride the Range in Heaven? (März 1937, Vocalion #3332)
- There’s a Ranch in the Sky / Ridin’ the Sunset Trail (1. Oktober 1937, Vocalion #3377)
- Out on the Lone Prairie / Cactus Blossoms (28. Januar 1937, Vocalion #3422)
- I Hope You Have Been True / By the Grave of Nobody’s Darling (21. Februar 1938, Vocalion #3469)
- When I Get to Where I’m Going (1946, Vogue)
- He Taught Me How to Yodel (1955)
- Cowboy’s Sweetheart (November 1959, Surf)
- The New Sound of Patsy Montana at the Matador Room (1964)
- Sweetheart (1965)
- I Want to Be a Cowboy’s Sweetheart (1978)